# Desktoptwo
Desktoptwo è stato un Web operating system sviluppato dalla Sapotek Inc. Per funzionare correttamente, necessitava di un browser con installati Adobe Flash Player, Java e Adobe Acrobat inoltre doveva essere disabilitato il blocco dei Pop-up.
Le principali applicazioni presenti erano:
- Hard Drive da 5 GB
- Client e-mail
- Rubrica
- Editor di siti web
- Gestione di blog
- Client per la chat tra utenti e sulla rete MSN
- MP3 player
- OpenOffice.org
- Adobe Acrobat
- RSS reader

Inoltre era possibile creare una rete privata, con tanto di sharing dei files, tra utenti dello stesso servizio.